# De Eendragt (Gouda)
De Eendragt is een monumentaal pand in de Nederlandse stad Gouda.

## Beschrijving
Het pand met de gevelsteen De Eendragt - gelegen aan de Nieuwehaven in Gouda - dateert uit de 17e eeuw. Oorspronkelijk had het pand een trapgevel, die later werd vervangen door een puntgevel. Het houtskelet van de woning dateert nog uit de 17e eeuw. Kenmerkende elementen in de voorgevel zijn de beide twintigruitsschuiframen op de eerste verdieping en het twaalfruitsschuifraam daarboven in de geveltop. Het pand deed in de 18e en de eerste helft van de 19e eeuw dienst als woonhuis en werkplaats. In het begin van de 19e eeuw was er een pijpmaker gevestigd. Toen de laatste bewoner in 1852 de woning verliet kreeg het pand een nieuwe bestemming als pakhuis. Die functie heeft het gebouwtje meer dan honderd jaar gehad. Daarna trad de verpaupering in. In 1980 werd het pand gekocht door de toenmalige penningmeester van de historische vereniging "Die Goude", G.C. van Vliet. Op zijn voorstel werd het pand gekocht door de vereniging. Met behulp van subsidies, particuliere bijdragen en de opbrengst van een zogenaamde "steentjesactie" onder de Goudse burgerij kon het pand gerestaureerd worden. Het pand is sinds 1978 erkend als rijksmonument.
De gevelsteen werd gemaakt naar een ontwerp van de Goudse beeldend kunstenaar en historicus, de oudmuseumdirecteur Jan Schouten door de steenhouwer A. Roodbol en gepolychromeerd door P.J. Revet.

## Zie ook

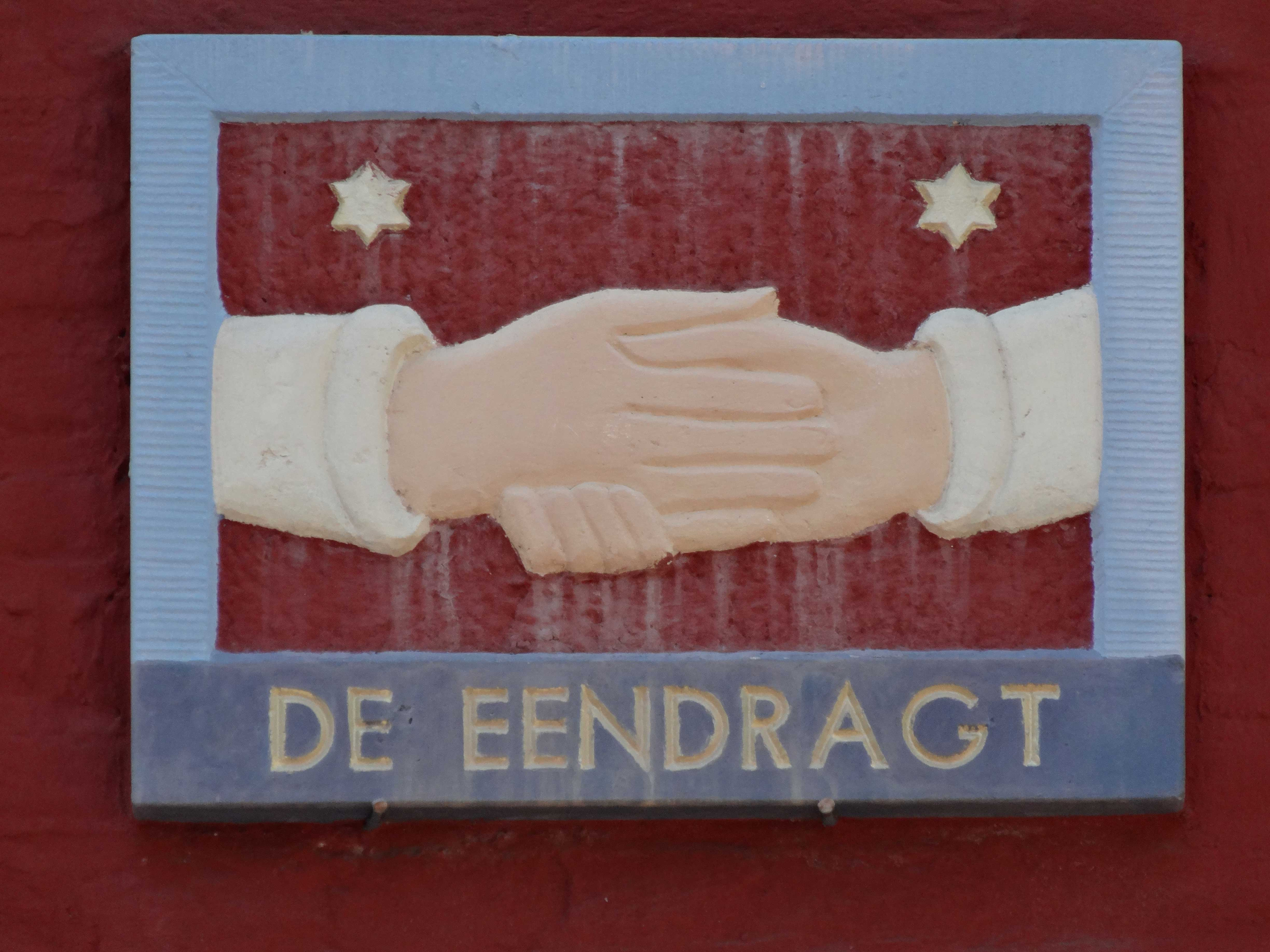
Gevelsteen De Eendragt